# Ørsted (műhold)
Ørsted, az első dán mikroműhold, a Föld mágneses terét vizsgáló űreszköz.

## Küldetés
A Dán Űrkutatási és Meteorológiai Intézet együttműködésében a Föld mágneses terének részletes vizsgálta.

## Jellemzői
Gyártotta a Dán Űrkutatási Intézet (DRI), üzemeltette a Dán Meteorológiai Intézet (DMI). Nevét Hans Christian Ørsted dán fizikusról kapta. Társműholdjai: Argos (amerikai), Sunsat (Dél-afrikai Köztársaság).
Megnevezései: COSPAR: 1999-008B; SATCAT kódja: 25635.
1999. február 23-án a Vandenberg légitámaszpontról, az LC–2W (LC–Launch Complex) jelű indítóállványról egy Delta II (Delta 7920-10 D267) típusú hordozórakétával juttatták alacsony Föld körüli pályára (LEO = Low-Earth Orbit). Az orbitális egység pályája 99,95 perces, 96.46° hajlásszögű, a geocentrikus pálya perigeuma 649 kilométer, az apogeuma 863 kilométer volt.
A Föld mágneses teréhez igazodóan háromtengelyesen stabilizált űreszköz. Csillaghoz igazodó, stabilizáló rudat alkalmazott kiegészítő stabilizátorként. Formája téglatest, mérete 0,34 × 0,45 × 0,72 méter, tömege 60,4 kilogramm. Szolgálati idejét 14 hónapra tervezték. A fedélzeti számítógépe a 80C186, memória kapacitása 16 MB. Az űreszköz felületét napelemek borították (37 W), éjszakai (földárnyék) energia ellátását újratölthető nikkel-kadmium (NiCd) akkumulátorok biztosították. Telemetriai rendszere antennái segítségével biztosította a vétel és az adatlejátszás feltételeit.

### Műszerei
1. tekercses magnetométer (pontosság ± 0,5 nT) 8 m hosszú rúddal (CNES, Franciaország),
2. töltött részecskék detektora
  1. elektronok (0,03-1 MeV)
  2. protonok (0,2-30 MeV)
  3. alfa-részecskék (1-100 MeV)
3. Global Positioning System (GPD)